# DTG
Un data-temps grup (DTG) en missatges de comunicacions, és un conjunt de caràcters, normalment en un format prescrit, utilitzat per expressar l'any, el mes, el dia del mes, l'hora del dia, el minut de l'hora, i la zona horària. El DTG es col·loca normalment a l'encapçalament del missatge. Un exemple és "09:24 maig 10, 2015 (UTC)" o també "100924Z MAI 15". Els DTG poden ser utilitzats com a identificador de missatge si és únic per cada missatge. El DTG és utilitzat dins trànsit de missatge. Exemple: Ø9163ØZ JUL 11 representa 163Ø GMT el 9 de juliol de 2Ø11.